# Geneawiki
Geneawiki je wiki stranica za genealogiju na francuskom jeziku. Nastala je 2005. godine na inicijativu Geneaneta. Uređivanja u njemu provode se putem softverskog sustava MediaWiki. Stranica ima za cilj sadržavati sve što je izravno ili neizravno povezano s genealogijom, poviješću krajeva i obitelji. Godine 2011. stranica je imala preko 50 000 članaka, a 2016. preko 42 000 registriranih urednika.

## Vanjske poveznice
- Službena stranica